# Oranje populierboleet
De oranje populierboleet (Leccinum albostipitatum) is een schimmel behorend tot de familie Boletaceae. Ectomycorrhizapartner van Populier op zand, leem, of klei. 

## Kenmerken
De oranje populierboleet heeft een levendig oranje hoed met of zonder overhangende flapjes aan de hoedrand, witte buisjes en poriën en een witte steel met witte schubjes, vooral in de jonge stadia. Later kleuren de schubjes bruinig, maar niet zo donker als bij de rosse populierboleet (L. aurantiacum). Het vlees is wit, maar verkleurt wijnkleurig dan grijzig of zwart bij doorsnijden, de steelvoet heeft vaak opvallend blauwgroene tinten in het oppervlak en vlees. De rosse populierboleet heeft een rodere hoed en roodbruine schubjes op de steel vanaf de jonge stadia.

## Verspreiding
De oranje populierboleet is wijd verspreid in de boreale en subalpine regio’s van Noord- en Centraal-Europa. In Nederland komt hij vrij zeldzaam voor. De verspreiding is niet goed bekend wegens verwisseling met de rosse populierboleet (L. aurantiacum), maar waarschijnlijk redelijk algemeen vooral op de hoge zandgronden en in de duinen. 